# Christopher Ryan
Christopher Ryan (Bristol, Engeland, 25 januari 1950) is een Brits acteur, die voornamelijk bekend is van zijn bijrollen in comedyseries zoals The Young Ones, Bottom en Absolutely Fabulous.
Ryan is opgeleid aan de East 15 Acting School in Londen. Hij debuteerde in 1978 op de Britse televisie in een aflevering van de actieserie Target. Verder verscheen hij in series als Angels, Play For Today en East, voordat hij zijn bekendste rol tot nu toe speelde: Mike TheCoolPerson in de The Young Ones. Ryan was voor deze rol overigens een vervanger, die op het laatste moment acteur Peter Richardson verving, voor wie de rol van Mike eigenlijk bedoeld was.
Nadat The Young Ones in 1984 eindigde na twaalf afleveringen, werd het stil rond de acteur. Toen The Young Ones in 1986 een hit scoorden met Cliff Richard (Living Doll), was Christopher Ryan weer van de partij.
In 1987 verscheen hij nog in de kortlopende televisieserie A Small Problem, maar daarna speelde hij eigenlijk alleen nog maar gastrollen in series en kleine rollen in films. Zo was hij te zien in de series Only Fools And Horses (1989), Maigret (1993) en Mr. Bean (1994).
Via de serie Bottom, met oud-collega's Rik Mayall en Adrian Edmondson verscheen Ryan ook weer op de Nederlandse televisie. In de serie was hij te zien als Dave Hedgehog, die altijd samen verscheen met Spudgun. In meer recente jaren was Ryan enkele malen te zien in Absolutely Fabulous, The Green Green Grass en Doctor Who. Daarnaast speelt hij in theaters.

## Filmografie
- Doctor Who Televisieserie - Generaal Staal (Afl., The Sontaran Stratagem, 2008|The Poison Sky, 2008)
- The Life and Times of Vivian Vyle Televisieserie - Miriam (Episode 1.2, 2007|Episode 1.6, 2007)
- Saxondale Televisieserie - Kaartjescontroleur (Episode 2.5, 2007)
- The Green Green Grass televisieserie - Tony Driscoll (Afl., One Flew Over the Cuckoo Clock, 2005|Brothers and Sisters, 2006)
- Absolutely Fabulous televisieserie - Marshall (10 afl., 1992-2004)
- My Family televisieserie - Rod Baxter (Afl., Canary Cage, 2003)
- My Family televisieserie - Mr. Hilliard (Afl., Parisian Beauty, 2001)
- Alice in Wonderland (televisiefilm, 1999) - Mr. Seven/Royal Gardener #3
- Absolutely Fabulous: Absolutely Not! (Video, 1998) - Marshall
- Melissa (Mini-serie, 1997) - Les
- Health and Efficiency televisieserie - Peter Hudson (Afl., The Old Dope Peddler, 1995)
- Bottom televisieserie - Dave Hedgehog (Afl., Accident, 1991|Parade, 1992|Holy, 1992|Terror, 1995|Dough, 1995)
- One Foot in the Grave televisieserie - The McKendrick Brothers (Afl., Holy in the Sky, 1995)
- French and Saunders televisieserie - Uncle Cockshaw (Afl., Special, 1994)
- Mr. Bean televisieserie - Karate Student (Afl., Back to School Mr. Bean, 1994)
- Requiem Apache (televisiefilm, 1994) - Club Barman
- Dirty Weekend (1993) - Small One
- Newmand and Baddiel in Pieces televisieserie - Rol onbekend (Afl., Guilty, 1993)
- Maigret televisieserie - Basie (Afl., Maigret and the Maid, 1993)
- The New Statesman televisieserie - Ioannis Douvalopoulos (Afl., Speaking in Tongues, 1992)
- One Foot in the Grave televisieserie - Loodgieter (Afl., The Valley of Fear, 1990)
- The Russ Abbott Show Televisieserie - Rol onbekend (Episode 4.12, 1989)
- Only Fools and Horses televisieserie - Tony Driscoll (Afl., Little Problems, 1989)
- The Fairy Queen (La reine des fées) (televisiefilm, 1989) - Puck
- French and Saunders Televisieserie - Oom Cockshaw (Afl., Christmas Special, 1988)
- A Small Problem televisieserie - Howard (1987)
- Doctor Who televisieserie - Lord Kiv (Afl., The Trial of a Time Lord: Part 5, 6, 7 & 8, 1986)
- Comic Relief (liefdadigheidsuitzending, 1986) - Mike
- Santa Claus (1985) - Vout
- Happy Families televisieserie - Mell (Afl., Cassie, 1985)
- The Lenny Henry Show televisieserie - Rol onbekend (Episode 2.2, 1985)
- The Young Ones televisieserie - Mike TheCoolPerson (1982, 1984)
- Play for Today televisieserie - Hound Dog (Afl., A Turn for the Worse, 1981)
- BBC2 Playhouse televisieserie - Rol onbekend (Afl., Days at the Beach, 1981)
- Fox televisieserie - East (Afl. onbekend, 1980)
- Angels televisieserie - Harry (Episode 5.13, 1979|Episode 5.15, 1979)
- Target televisieserie - Jock (Afl., A Good and Faithful Woman, 1978)